# シェラッキア
シェラッキアはアピコンプレックス門に属する寄生性原生生物。血球中に感染するコクシジウムの1つで、おもに爬虫類を宿主としている。分類学上はシェラッキア属(Schellackia)とする。

## 形態
オーシストには直接8つのスポロゾイトが含まれ、スポロシストは存在しない。

## 生活環
終宿主の腸管上皮細胞で無性生殖を行う点はアイメリア科と同様であるが、有性生殖の結果オーシストは結合組織中に生じ、そこからスポロゾイトが出て赤血球や白血球に感染する点が特徴的である。ダニやカなどの吸血動物が吸血の際に感染血球を取り込むと、吸血動物の腸管細胞に感染して休眠状態となり、宿主が吸血動物を摂食すると再び腸管内で発育を再開する。ただし吸血動物を経由せずに糞口経路で伝播できる種も知られている。

## 分類
血球中に感染して吸血動物を媒介者として利用することから、主に両生類を宿主とするランケステレラ属と近縁と考えられてきた。しかし分子系統解析によれば、アイメリア属のうち祖先的な位置からランケステレラ属とは独立に派生した系統である。

10種あまりが知られている。
- Schellackia balli[3]
- Schellackia bolivari
- Schellackia brugooi
- Schellackia calotesi[4]
- Schellackia golvani
- Schellackia iguanae
- Schellackia landauae[5]
- Schellackia legeri
- Schellackia occidentalis[6]
- Schellackia orientalis
- Schellackia ptyodacryli
- Schellackia weinbergi